# Athens cổ điển
Thành bang Athens (tiếng Hy Lạp cổ đại: Ἀθῆναι, Athênai [atʰɛ̂ːnai̯]; tiếng Hy Lạp hiện đại: Αθήναι, Athine [aˈθine]) trong thời kỳ cổ điển của Hy Lạp cổ đại (480–323 TCN) là trung tâm đô thị lớn của polis (thành bang) đáng chú ý cùng tên, nằm ở Attica, Hy Lạp, lãnh đạo Liên minh Delian trong Chiến tranh Peloponnisos chống lại Sparta và Liên minh Peloponnisos. Nền dân chủ Athens được thành lập vào năm 508 TCN dưới thời Cleisthenes sau chế độ chuyên chế của Isagoras. Hệ thống này vẫn ổn định đáng kể và với một vài lần gián đoạn ngắn ngủi, nó vẫn tồn tại trong 180 năm, cho đến năm 322 TCN (hậu quả của Chiến tranh Lamian). Đỉnh cao của quyền bá chủ của Athens đạt được vào những năm 440 đến 430 trước Công nguyên, được gọi là Thời đại Pericles.
Trong thời kỳ cổ điển, Athens là trung tâm nghệ thuật, học thuật và triết học, là nơi có Học viện Platon và Lyceum của Aristotle, Athens cũng là nơi sinh của Socrates, Plato, Pericles, Aristophanes, Sophocles và nhiều nhà triết học, nhà văn và chính trị gia lỗi lạc khác của thế giới cổ đại. Nơi đây được coi rộng rãi là cái nôi của Nền văn minh phương Tây và là nơi phát tích của nền dân chủ, phần lớn là do tác động của những thành tựu văn hóa và chính trị của thành bang trong thế kỷ thứ 5 và thứ 4 trước Công nguyên đối với phần còn lại của lục địa châu Âu khi đó.

## Lịch sử

### Vươn lên nắm quyền (508–448 TCN)
Hippias, con trai của Pisistratus, đã cùng cai trị Athens với em trai mình, Hipparchus, sau cái chết của Pisistratus vào khoảng năm 527. Sau vụ ám sát Hipparchus vào khoảng năm 514, Hippias nắm quyền cai trị duy nhất và để đáp lại sự mất mát của em trai mình, ông đã trở thành một nhà lãnh đạo tồi tệ hơn và ngày càng bị ghét bỏ. Hippias đã lưu đày 700 gia đình quý tộc của Athens, trong số đó có gia đình Cleisthenes, Alchmaeonids. Sau khi bị lưu đày, họ đã đến Delphi, và Herodotus nói rằng họ đã hối lộ Pythia để luôn nói với những người Sparta đến thăm rằng họ nên xâm lược Attica và lật đổ Hippias. Điều đó được cho là đã có hiệu quả sau một số lần, và Cleomenes I đã lãnh đạo một lực lượng Sparta lật đổ Hippias, lực lượng này đã thành công và thiết lập một chế độ đầu sỏ. Cleisthenes không thích sự cai trị của Sparta, cùng với nhiều người Athens khác, và do đó đã tự mình giành lấy quyền lực. Kết quả là nền dân chủ Athena, nhưng xét đến động cơ của Cleisthenes khi sử dụng người dân để giành quyền lực, vì nếu không có sự ủng hộ của họ, ông ta đã bị đánh bại, và do đó nền dân chủ Athens có thể bị hoen ố bởi thực tế là việc tạo ra nó đã phục vụ rất nhiều cho người đã tạo ra nó. Các cải cách của Cleisthenes đã thay thế bốn "bộ lạc" Ionic (phyle) truyền thống bằng mười bộ lạc mới, được đặt theo tên của những anh hùng huyền thoại của Hy Lạp và không có cơ sở giai cấp, hoạt động như các đơn vị bầu cử. Mỗi bộ lạc lần lượt được chia thành ba trittyes (một từ bờ biển; một từ thành phố và một từ các đơn vị phân chia nội địa), trong khi mỗi tritty có một hoặc nhiều deme, tùy thuộc vào dân số của họ, trở thành cơ sở của chính quyền địa phương.
Mỗi bộ lạc chọn ra 50 thành viên bằng cách rút thăm cho Boule, hội đồng quản lý Athens hàng ngày. Ý kiến của công chúng về cử tri có thể bị ảnh hưởng bởi các tác phẩm châm biếm chính trị do các nhà thơ trào phúng viết và trình diễn tại các nhà hát thành bang. Hội đồng hoặc Ecclesia mở cửa cho tất cả công dân và vừa là cơ quan lập pháp vừa là tòa án tối cao, ngoại trừ các vụ án giết người và các vấn đề tôn giáo, trở thành chức năng duy nhất còn lại của Areopagus. Hầu hết các chức vụ đều được bầu bằng cách rút thăm, mặc dù mười Strategos (tướng lĩnh) đã được bầu.

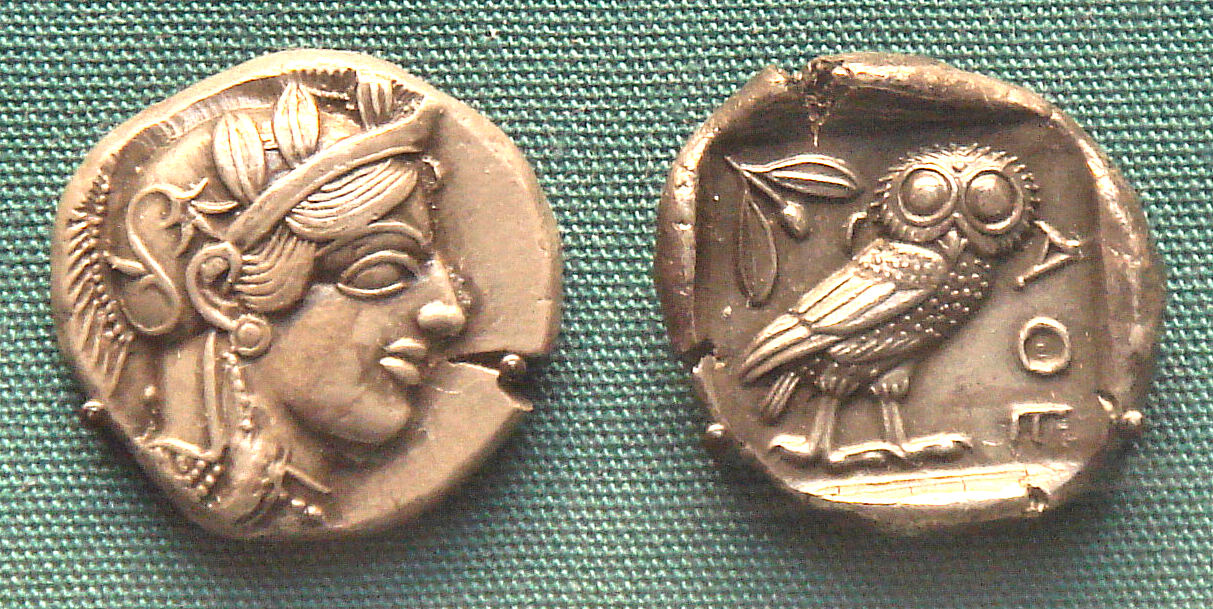
Đồng tiền đầu tiên của Athens, thế kỷ thứ 5 trước Công nguyên. Bảo tàng Anh.

Các mỏ bạc ở Laurion đã đóng góp đáng kể vào sự phát triển của Athens vào thế kỷ thứ 5 trước Công nguyên, khi người Athens học cách thăm dò, xử lý và tinh chế quặng và sử dụng số tiền thu được để xây dựng một hạm đội lớn, theo sự đề xuất của Themistocles.
Vào năm 499 trước Công nguyên, Athens đã gửi quân đến hỗ trợ người Hy Lạp Ionia ở Tiểu Á, những người đang nổi loạn chống lại Đế quốc Achaemenes (Ba Tư) (xem Cuộc nổi loạn Ionia). Điều đó đã gây ra hai cuộc xâm lược Hy Lạp của Ba Tư, cả hai đều bị đẩy lùi dưới sự lãnh đạo của các chính khách-lính đánh thuê Miltiades và Themistocles (xem Chiến tranh Hy Lạp-Ba Tư). Vào năm 490, người Athens, do Miltiades lãnh đạo, đã ngăn chặn cuộc xâm lược đầu tiên của người Ba Tư, do vua Darius I chỉ huy, tại Trận Marathon. Năm 480, người Ba Tư trở lại dưới thời một người cai trị mới, Xerxes I. Liên minh Hy Lạp do Vua Sparta Leonidas I lãnh đạo đã chỉ huy 7.000 người giữ lối đi hẹp Thermopylae chống lại đội quân 100.000–250.000 người của Xerxes, trong trận chiến đó Leonidas và 300 quân tinh nhuệ Sparta khác đã bị giết. Đồng thời, người Athens đã chỉ huy một trận hải chiến không quyết định ngoài khơi Artemisium. Tuy nhiên, hành động trì hoãn đó không đủ để ngăn cản bước tiến của Ba Tư, họ đã sớm hành quân qua Boeotia, thiết lập Thebes làm căn cứ hoạt động của họ và tiến vào miền nam Hy Lạp. Điều đó buộc người Athens phải sơ tán khỏi Athens, nơi đã bị người Ba Tư chiếm giữ, và tìm kiếm sự bảo vệ của hạm đội của họ. Sau đó, người Athens và các đồng minh của họ, do Themistocles lãnh đạo, đã đánh bại hải quân Ba Tư trên biển trong Trận Salamis. Xerxes đã tự xây dựng cho mình một ngai vàng trên bờ biển để chứng kiến người Hy Lạp bị đánh bại. Thay vào đó, người Ba Tư đã bị đánh bại. Quyền bá chủ của Sparta đã chuyển sang Athens, và chính Athens đã đưa cuộc chiến đến Tiểu Á. Những chiến thắng đã giúp họ đưa hầu hết vùng Aegean và nhiều vùng khác của Hy Lạp lại với nhau trong Liên minh Delian, một liên minh do người Athens thống trị.